# Liste der portugiesischen Botschafter in Singapur
Die Liste der portugiesischen Botschafter in Singapur listet die Botschafter der Republik Portugal in Singapur auf. Die beiden Staaten unterhalten seit 1980 direkte diplomatische Beziehungen.
Mit Regierungsbeschluss vom 14. Mai 2009 eröffnete Portugal in Singapur eine eigene Botschaft, vorher gehörte das Land zum Amtsbezirk des portugiesischen Botschafters in Thailand.

## Missionschefs
| Name                                                 | Bild     | Akkreditierungsdatum | Anmerkungen                                                                                        |
| Singapur                                             | Singapur | Singapur             | Singapur                                                                                           |
| ---------------------------------------------------- | -------- | -------------------- | -------------------------------------------------------------------------------------------------- |
| José Eduardo de Mello Gouveia                        |          | 25. Februar 1982     | erster Botschafter Portugals für Singapur, Amtssitz Bangkok                                        |
| Sebastião Maria de Almeida Santos de Castello-Branco |          | 13. Oktober 1988     | Botschafter, Amtssitz Bangkok                                                                      |
| Gabriel Mesquita de Brito                            |          | 1. April 1997        | Botschafter, Amtssitz Bangkok                                                                      |
| José Tadeu da Costa Sousa Soares                     |          | 20. Juli 1999        | Botschafter, Amtssitz Bangkok                                                                      |
| João António da Silveira de Lima Pimentel            |          | 29. Oktober 2004     | Botschafter, Amtssitz Bangkok                                                                      |
| António Félix Machado de Faria e Maya                |          | 29. November 2007    | Botschafter, Amtssitz Bangkok                                                                      |
| Jaime van Zeller Leitão                              |          |                      | Geschäftsträger der am 23. September 2009 neueröffneten Botschaft in Singapur (bis 6. Januar 2011) |
| Afonso Henriques Abreu de Azevedo Malheiro           |          |                      | Geschäftsträger der Botschaft in Singapur ab 2. Mai 2011                                           |
| Afonso Henriques Abreu de Azevedo Malheiro           |          | 25. April 2013       | Botschafter in Singapur, Amtszeit vom 11. April 2013 bis 29. Juli 2015                             |
| Luís João de Sousa Lorvão                            |          | 22. Oktober 2015     | Botschafter, seit 26. September 2015 Leiter der Botschaft                                          |